# Retiendas
Retiendas ist ein Ort und eine Gemeinde (municipio) mit 53 Einwohnern (Stand: 2024) im Südwesten der Provinz Guadalajara in der Autonomen Gemeinschaft Kastilien-La Mancha. 

## Lage und Klima
Retiendas liegt in einer Höhe von ca. 900 m in der Kulturlandschaft der Serranía. Die Entfernung zur südsüdöstlich gelegenen Provinzhauptstadt Guadalajara beträgt ca. 28 Kilometer (Fahrtstrecke). Das Klima ist gemäßigt bis warm; Regen fällt übers Jahr verteilt.

## Bevölkerungsentwicklung
| Jahr      | 1970 | 1981 | 1991 | 2001 | 2011 | 2021 |
| Einwohner | 138  | 42   | 45   | 56   | 55   | 50   |

## Sehenswürdigkeiten
- frühere Zisterzienserabtei Bonaval, 1495 verlassen, Ruine
- Johannes-der-Täufer-Kirche
- Alexiskapelle

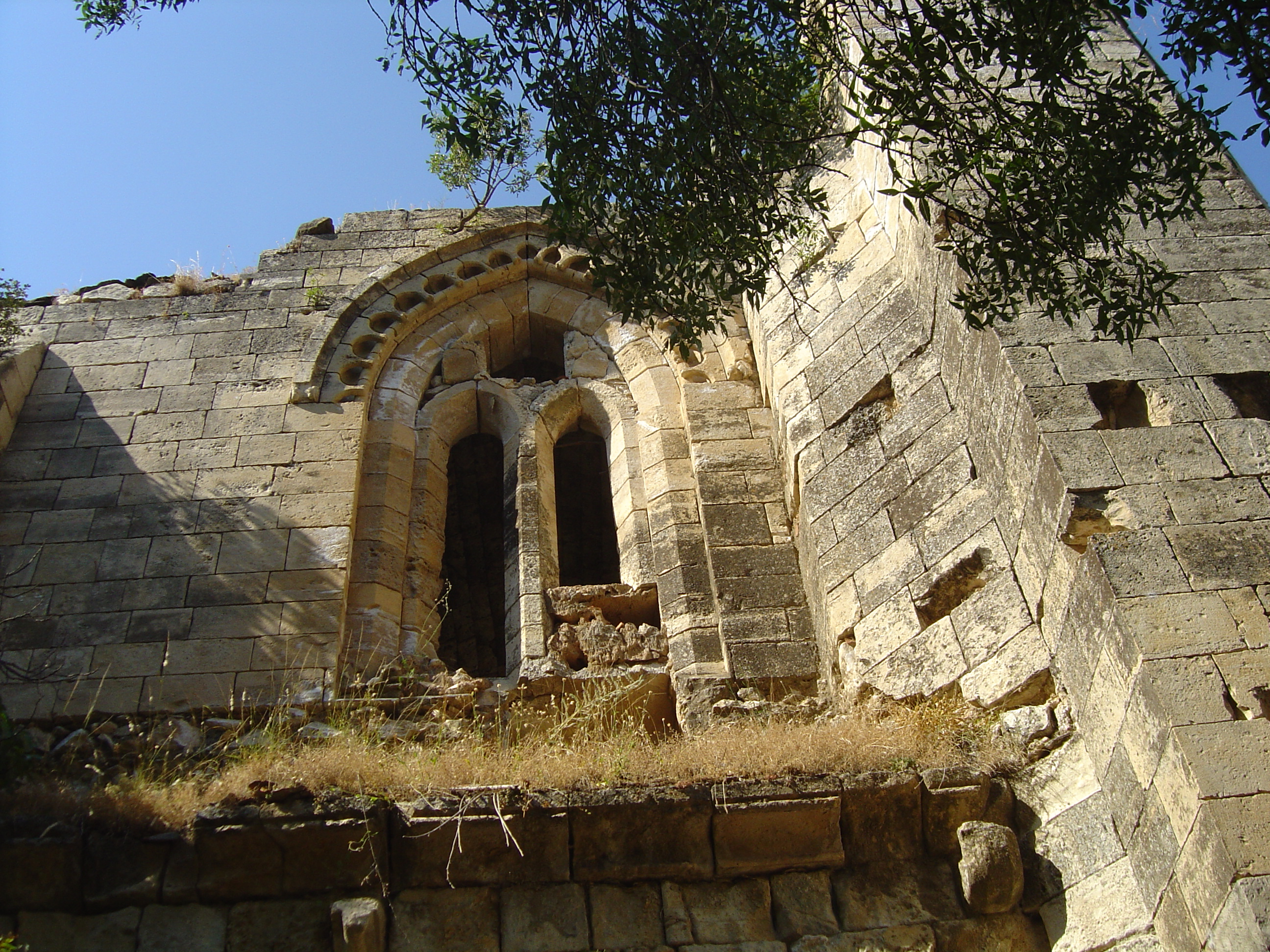
Klosterruine Bonaval